# ARC of Smile!
「ARC of Smile!」（アーク・オブ・スマイル）は、日本の男性グループ・BOYS AND MENの楽曲。シングルは2015年5月27日にマーベラスからリリースされた。BOYS AND MENの12作目のシングルであり、メジャー・デビュー・シングルである。テレビ東京系テレビアニメ『遊☆戯☆王ARC-V』のエンディング・テーマに使用された。

## 背景とリリース
BOYS AND MENは、2012年2月14日にグループの所属事務所であるフォーチュンエンターテイメントのインディーズレーベル・Fortune Recordsからシングル「バリバリ☆ヤンキーロード」でCDデビューし、2015年3月までに10枚のシングルと2枚のアルバムを発表した。3月21日、4月から『遊☆戯☆王ARC-V』エンディングテーマとなるこの「ARC of Smile!」で5月27日にメジャーデビューすることが発表された。その翌日の22日、BOYS AND MEN総出演の映画『サムライ・ロック』の主題歌・劇中歌を収録したCDが4月にリリースされることが発表され、本作はその「零/Fanfare」から1か月後にリリースされた。
CDシングルは、DVD付盤と通常盤の2種類でリリースされた。ジャケット写真の仕様は異なる。2種共に裏面は『遊☆戯☆王ARC-V』のイラスト仕様である。
このシングルはマーベラスからメジャー流通作品としてリリースされたが、次作「stand hard! 〜オレらの憧れ竜戦士〜」および次々作「お願いよ!Oh Summer!」は、ふたたびFortune Recordsからリリースされた。メジャー流通作品としての第2作は、2016年1月発売の「BOYMEN NINJA」（販売元はユニバーサルミュージック）となる。

## 制作
「ARC of Smile!」は、YUMIKOにより作詞、mu-rayにより作曲されている。作詞のYUMIKOは、BOYS AND MENのCDデビュー時より作詞および楽曲プロデュースを担当しており、本作およびカップリング「スタースター」にて、作詞のほかにサウンドプロデュースとディレクションを担当している。作曲のmu-rayは、BOYS AND MENの楽曲としては「Lovely Monster」・「グッジョブ! ムチューマン」の作曲を手掛けている。「ARC of Smile!」では、コーラスにYOFFY（PSYCHIC LOVER）が参加している。
BOYS AND MENは「ARC of Smile!」について、「今までBOYS AND MENが歌ってきた曲とは全く違う、『遊☆戯☆王ARC-V』の世界観にピッタリな曲」「『遊☆戯☆王ARC-V』らしい歌詞がちりばめられている」などと解説している。

## コスチューム
ジャケット写真やミュージック・ビデオなどで使用した衣装は、BOYS AND MENのトレードマークであり『遊☆戯☆王』にも登場する「学ラン」をベースに、マントやゴーグルなどアニメのアイテムを取り入れたデザインで作られた。各メンバーのテーマカラーによって、それぞれに遊☆戯☆王オフィシャルカードゲームで用いられる「属性」のイメージが取り入れられた。「属性」は「風」（緑色の小林豊）、「水」（青色の田村侑久）など実際にカードゲームで用いられているものもあるが、「月」（金色の水野勝）、「鋼」（銀色の田中俊介）、「癒し」（桃色の本田剛文）など、テーマカラーからの連想で作られたオリジナルのものが多い。

## ミュージック・ビデオ

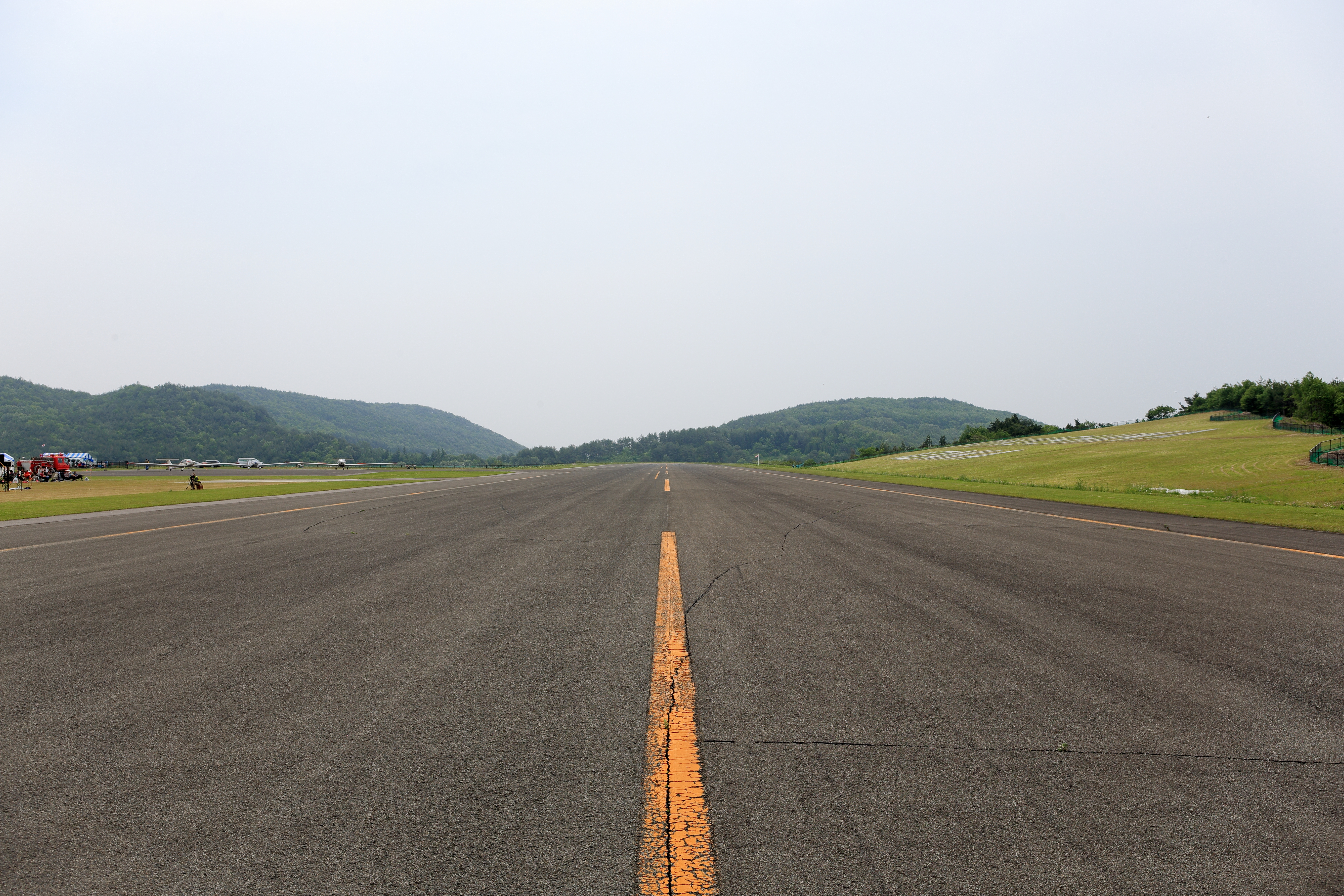
ビデオ撮影が行われたふくしまスカイパーク（滑走路）。

「ARC of Smile!」のミュージック・ビデオは、ふくしまスカイパーク ほか、福島県内で撮影された。歌唱シーンと、BOYS AND MENのメンバーが缶けりをするシーンとを合わせた内容となっている。

## チャート成績
「ARC of Smile!」は、オリコンチャートにおいてデイリー3位、週間6位を記録。Billboard JAPAN週間セールスシングルチャートでは5位を記録した。サウンドスキャンジャパンは、リリース初週の店舗販売による売り上げの約8割がBOYS AND MENの活動拠点である愛知県でのものであり、中にはセールスが全くなかった県も存在した、などのデータを発表した。

## 収録トラック
CD
1. 「ARC of Smile!」 – 3:51
  - 作詞: YUMIKO、作曲: mu-ray、編曲: Meis Clauson
2. 「スタースター」 – 3:51
  - 作詞: YUMIKO、作曲: YUSUKE 8746（Dream Monster）、編曲: 原田アツシ（Dream Monster）
3. 「ARC of Smile! -instrumental-」 – 3:51
4. 「スタースター -instrumental-」 – 3:50

DVD（DVD付盤）
1. 「ARC of Smile!」BOYS AND MEN Music Video